# Doctor Belisario Domínguez, Socoltenango
Doctor Belisario Domínguez är en ort i Mexiko.   Den ligger i kommunen Socoltenango och delstaten Chiapas, i den sydöstra delen av landet, 800 km sydost om huvudstaden Mexico City. Doctor Belisario Domínguez ligger 603 meter över havet och antalet invånare är 288.
Terrängen runt Doctor Belisario Domínguez är kuperad norrut, men söderut är den platt. Runt Doctor Belisario Domínguez är det ganska glesbefolkat, med 35 invånare per kvadratkilometer. Närmaste större samhälle är Socoltenango, 6,7 km nordost om Doctor Belisario Domínguez. Omgivningarna runt Doctor Belisario Domínguez är en mosaik av jordbruksmark och naturlig växtlighet.